# 中国出版科学研究所
中国出版科学研究所是中华人民共和国从事编辑、出版、发行科学研究的机构。初名中国出版发行科学研究所，1985年3月在北京市成立，1989年8月改为现名。